# Gemeinde Danilovgrad
Die Gemeinde Danilovgrad (montenegrinisch Opština Danilovgrad/Општина Даниловград) ist eine Gemeinde in Montenegro. Der Verwaltungssitz ist der Hauptort Danilovgrad.

## Bevölkerung
Die Volkszählung aus dem Jahr 2011 ergab für die Gemeinde Danilovgrad eine Einwohnerzahl von 18.472. Davon bezeichneten sich 11.857 (64,19 %) als Montenegriner und 5.001 (27,07 %) als Serben.
| Zensus    | 1948 1 | 1953 1 | 1961   | 1971   | 1981   | 1991   | 2003   | 2011   |
| --------- | ------ | ------ | ------ | ------ | ------ | ------ | ------ | ------ |
| Einwohner | 16.800 | 17.394 | 17.378 | 15.073 | 14.769 | 14.718 | 16.523 | 18.472 |